# 4 meseci, 3 tedni in 2 dneva
4 meseci, 3 tedni in 2 dneva (romunsko 4 luni, 3 săptămâni și 2 zile) je romunski umetniški film z elementi drame in trilerja iz leta 2007, ki ga je režiral in zanj napisal scenarij Cristian Mungiu, v glavnih vlogah pa nastopajo Anamaria Marinca, Laura Vasiliu in Vlad Ivanov. Dogajanje je postavljeno v Socialistično republiko Romunijo v zadnjih letih vladavine Nicolaeja Ceaușescuja in prikazuje zgodbo dveh študentk, sostanovalk v študentskem domu, ki poskušata priti do tedaj nezakonitega splava, ki je bil v državi prepovedan leta 1966 z zloglasnim odlokom 770. Navdih za film je bila anekdota iz socialističnega časa in splošni socialni zgodovinski kontekst, prikazuje zvestobo obeh prijateljic in prepreke, na katere naletita. 
Mungiu in direktor fotografije Oleg Mutu sta film posnela v Bukarešti in drugih lokacijah v Romuniji leta 2006. Premierno je bil prikazan 17. maja 2007 na  Filmskem festivalu v Cannesu, kjer je osvojil glavno nagrado zlata palma ter tudi nagrado Mednarodnega združenja filmskih kritikov in filmsko nagrado francoskega izobraževalnega sistema. V Romuniji je bil premierno prikazan 1. junija na Mednarodnem filmskem festivalu Transilvanija in naletel je na dobre ocene kritikov, ki so pohvalili njegov minimalizem in intenzivnost tem. Osvojil je tudi evropski filmski nagradi za najboljši film in režijo ter bil nominiran za zlati globus in nagrado César za najboljši tujejezični film. Po izboru BBC-ja se je uvrstil na 15. mesto stotih najboljših filmov 21. stoletja.

## Vloge
- Anamaria Marinca kot Otilia Mihartescu
- Laura Vasiliu kot Gabriela »Găbița« Dragut
- Vlad Ivanov kot Viorel Bebe
- Alexandru Potocean kot Adi Radu
- Luminița Gheorghiu kot Gina Radu
- Adi Cărăuleanu kot dr. Radu
- Mădălina Ghițescu kot Dora